# Teorema di Parseval
In analisi complessa il teorema di Parseval o identità di Rayleigh, il cui nome è dovuto a Marc-Antoine Parseval, è un teorema che stabilisce che la sommatoria del prodotto dei coefficienti di Fourier di due funzioni periodiche è uguale all'integrale del loro prodotto. In sostanza il teorema di Parseval ci fornisce la potenza di un segnale a partire dai coefficienti del suo sviluppo in serie di Fourier. 
Nonostante il termine "teorema di Parseval" sia spesso utilizzato per descrivere l'unitarietà di ogni trasformata di Fourier, in particolar modo in fisica e in ingegneria, la forma più generale di questa proprietà è data dal teorema di Plancherel.

## Il teorema
Siano {\displaystyle A(x)} e {\displaystyle B(x)} due funzioni Riemann integrabili, a valori complessi e definite su {\displaystyle \mathbb {R} }. Siano esse periodiche con periodo {\displaystyle 2\pi } e sia la rappresentazione per mezzo della serie di Fourier:
{\displaystyle A(x)=\sum _{n=-\infty }^{\infty }a_{n}e^{inx}\qquad B(x)=\sum _{n=-\infty }^{\infty }b_{n}e^{inx}}
Allora:
{\displaystyle \sum _{n=-\infty }^{\infty }a_{n}{\overline {b_{n}}}={\frac {1}{2\pi }}\int _{-\pi }^{\pi }A(x){\overline {B(x)}}dx}
Nel caso particolare in cui {\displaystyle A(x)=B(x)} il teorema stabilisce che, data una funzione in {\displaystyle C^{2}} su {\displaystyle \mathbb {R} } con derivata prima e seconda assolutamente convergenti, allora l'area sottesa dal modulo al quadrato della funzione è uguale a quella sottesa dal modulo al quadrato della sua trasformata di Fourier:
{\displaystyle \sum _{n=-\infty }^{\infty }|a_{n}|^{2}={\frac {1}{2\pi }}\int _{-\pi }^{\pi }|A(x)|^{2}dx}
Inoltre, spesso si considerano solo le serie di Fourier per funzioni a valori reali {\displaystyle A} e {\displaystyle B}, che corrispondono al caso speciale in cui {\displaystyle a_{0}} è reale, {\displaystyle a_{-n}={\overline {a_{n}}}}, {\displaystyle b_{0}}  è reale e {\displaystyle b_{-n}={\overline {b_{n}}}}. In tal caso si ha:
{\displaystyle a_{0}b_{0}+2\Re \sum _{n=1}^{\infty }a_{n}{\overline {b_{n}}}={\frac {1}{2\pi }}\int _{-\pi }^{\pi }A(x)B(x)dx}
dove {\displaystyle \Re } denota la parte reale.

## Dimostrazione nel casoA=B
Sia {\displaystyle s(t)} una funzione periodica di periodo {\displaystyle T} sviluppabile in serie di Fourier, e sia:
{\displaystyle s(t)=\sum _{n=-\infty }^{\infty }c_{n}\,e^{2\pi i{\frac {n}{T}}t}}
la serie di Fourier della funzione, dove i coefficienti della serie sono allora dati da:
{\displaystyle c_{n}={\frac {1}{T}}\int _{-{\frac {T}{2}}}^{\frac {T}{2}}s(t)\,e^{-2\pi i{\frac {n}{T}}t}dt}
con {\displaystyle f=n/T} e {\displaystyle \omega =2\pi f}. 
Allora si ha:
{\displaystyle {\frac {1}{T}}\int _{-{\frac {T}{2}}}^{\frac {T}{2}}|s(t)|^{2}dt={\frac {1}{T}}\int _{-{\frac {T}{2}}}^{\frac {T}{2}}|\sum _{n=-\infty }^{\infty }c_{n}\,e^{2\pi i{\frac {n}{T}}t}|^{2}dt=\ }
{\displaystyle ={\frac {1}{T}}\int _{-{\frac {T}{2}}}^{\frac {T}{2}}\left(\sum _{n=-\infty }^{\infty }c_{n}\,e^{2\pi i{\frac {n}{T}}t}\sum _{n=-\infty }^{\infty }{\hat {c}}_{n}\,e^{-2\pi i{\frac {n}{T}}t}\right)dt=}
{\displaystyle ={\frac {1}{T}}\;}{\displaystyle \int _{-{\frac {T}{2}}}^{\frac {T}{2}}\left(\sum _{n=-\infty }^{\infty }c_{n}{\hat {c}}_{n}\right)dt=}
{\displaystyle =\;}{\displaystyle \sum _{n=-\infty }^{\infty }|c_{n}|^{2}}

## Dimostrazione del teorema di Plancherel
Il teorema di Parseval è un caso particolare del teorema di Plancherel. Sia {\displaystyle s(t):\mathbb {C} \longrightarrow \mathbb {R} ^{2}}, con:
{\displaystyle \int _{-\infty }^{\infty }|s(t)|^{2}\mathrm {d} t<\infty }
Allora:
{\displaystyle \int _{-\infty }^{\infty }|s(t)|^{2}\mathrm {d} t=\int _{-\infty }^{\infty }s(t){\hat {s}}(t)\mathrm {d} t=\int _{-\infty }^{\infty }S(f){\hat {S}}(f)\mathrm {d} f=\int _{-\infty }^{\infty }\ |S(f)|^{2}\mathrm {d} f}
dove {\displaystyle s(t)} indica la funzione, {\displaystyle {\hat {s}}(t)} la funzione coniugata e {\displaystyle S(f)\;} la trasformata di Fourier di {\displaystyle s(t)}.

## Applicazioni
Nel caso di due segnali di energia {\displaystyle h(t)} e {\displaystyle g(t)}, con trasformate di Fourier rispettivamente {\displaystyle H(\omega )} e {\displaystyle G(\omega )}, con {\displaystyle \omega =2\pi f}, il teorema di Parseval si scrive spesso nella forma:
{\displaystyle \int _{-\infty }^{\infty }{h(t)g(t)^{*}dt}=\int _{-\infty }^{\infty }{H(\omega )G(\omega )^{*}d\omega }}
Infatti, esprimendo {\displaystyle h(t)} attraverso l'antitrasformata di Fourier di {\displaystyle H(\omega )}, si ha:
{\displaystyle h(t)=\int _{-\infty }^{\infty }{H(\omega )e^{j\omega t}d\omega }}
e quindi:
{\displaystyle \int _{-\infty }^{\infty }{h(t)g(t)^{*}dt}=\int _{-\infty }^{\infty }{\left[\int _{-\infty }^{\infty }{H(\omega )e^{j\omega t}d\omega }\right]g(t)^{*}dt}=\int _{-\infty }^{\infty }{H(\omega )\left[\int _{-\infty }^{\infty }{g(t)^{*}e^{j\omega t}dt}\right]d\omega }}
ove nell'ultimo termine si sono scambiate l'integrazione nel tempo e quella in frequenza.  Poiché anche {\displaystyle g(t)} è per ipotesi un segnale di energia, si conclude che, come volevasi dimostrare:
{\displaystyle \int _{-\infty }^{\infty }{h(t)g(t)^{*}dt}=\int _{-\infty }^{\infty }{H(\omega )\left[\int _{-\infty }^{\infty }{g(t)e^{-j\omega t}dt}\right]^{*}d\omega }=\int _{-\infty }^{\infty }{H(\omega )G(\omega )^{*}d\omega }}
Nel caso particolare nel quale {\displaystyle h(t)=g(t)} si ottiene:
{\displaystyle \int _{-\infty }^{\infty }{\left|h(t)\right|^{2}dt}=\int _{-\infty }^{\infty }{\left|H(\omega )\right|^{2}d\omega }}
cioè, l'energia del segnale può essere espresso anche tramite l'integrale del quadrato della sua densità spettrale di energia.
Ciò può interpretarsi fisicamente dicendo che l'energia totale di un segnale può essere calcolata sommando sia l'energia di una serie di suoi campioni nel tempo, che la densità spettrale di una serie di campioni nella frequenza.
Una dimostrazione alternativa può essere ottenuta tenendo conto del teorema di Wiener-Chinčin. 
Considerando che per ogni funzione trasformabile secondo Fourier si ha:
{\displaystyle h(t)=\int _{-\infty }^{\infty }{H(\omega )e^{j\omega t}d\omega }}
ponendo {\displaystyle t=0} si ottiene:
{\displaystyle h(0)=\int _{-\infty }^{\infty }{H(\omega )d\omega }}
Dalla definizione di correlazione incrociata tra due segnali di energia si ha:
{\displaystyle R_{hg}(\tau )=\int _{-\infty }^{\infty }{h(t)^{*}g(t+\tau )dt}}
che trasformando secondo Fourier fornisce, per il teorema citato:
{\displaystyle S_{hg}(\omega )=H^{*}(\omega )G(\omega )}
per cui si conclude che:
{\displaystyle R_{hg}(0)=\int _{-\infty }^{\infty }{S_{hg}(\omega )d\omega }}
ovvero:
{\displaystyle \int _{-\infty }^{\infty }{h(t)g(t)^{*}dt}=\int _{-\infty }^{\infty }{H(\omega )G(\omega )^{*}d\omega }}
Un teorema analogo vale per segnali di potenza, ed una dimostrazione alternativa è basata sul teorema di convoluzione.

## Esempi
Si determini la potenza del segnale {\displaystyle s(t)} di periodo {\displaystyle T}. 
{\displaystyle s(t)=3\sin {\Bigl (}{\frac {2\pi t}{T}}{\Bigr )}}
{\displaystyle P_{s}={\frac {E_{s}(T)}{T}}=\sum _{n=-\infty }^{\infty }|c_{n}|^{2}}
{\displaystyle S(f)={\frac {3}{2i}}[\delta (f-f_{0})-\delta (f+f_{0})]}
con {\displaystyle f_{0}=1/T}:
{\displaystyle P_{s}=\sum _{n=-\infty }^{\infty }|c_{n}|^{2}=\left|{\frac {3}{2i}}\right|^{2}+\left|-{\frac {3}{2i}}\right|^{2}=\left({\frac {3}{2}}\right)^{2}+\left({\frac {3}{2}}\right)^{2}={\frac {9}{2}}}